# Arthur C. Mellette

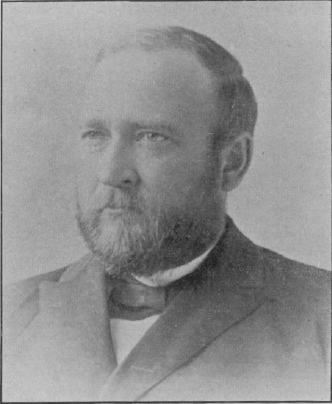
Arthur C. Mellette

Arthur Calvin Mellette (* 23. Juni 1842 im Henry County, Indiana; † 25. Mai 1896 in Pittsburg, Crawford County, Kansas) war ein US-amerikanischer Politiker und von 1889 bis 1893 der erste Gouverneur von South Dakota. Er war 1889 außerdem der letzte Gouverneur des Dakota-Territoriums.

## Frühe Jahre
Mellette besuchte die Indiana University. Während des Bürgerkrieges diente er in einer Infanterieeinheit aus Indiana. In den folgenden Jahren war er unter anderem Anwalt, Geschäftsmann, Zeitungsverleger und Landbesitzer. In Muncie gab er die Zeitung „Muncie Times“ heraus. Dort fungierte er auch zwischen 1868 und 1870 als Staatsanwalt. Zwischen 1871 und 1875 saß Mellette als Abgeordneter im Repräsentantenhaus von Indiana. Dann zog er in das Dakota-Territorium. In Springfield wurde er bei der Landzuteilungsbehörde (Land Office) angestellt. In den folgenden Jahren spielte er eine wichtige Rolle bei der Entstehung des neuen Bundesstaates South Dakota. 1883 war er Mitglied der verfassungsgebenden Versammlung; zwei Jahre darauf wurde er zum provisorischen Gouverneur des neuen Staates gewählt. Da sich aber die Aufnahme in die Union verzögerte, konnte er dieses Amt nicht ausüben. Im Jahr 1889 wurde Mellette von Präsident Benjamin Harrison zum letzten Territorialgouverneur des Dakota-Territoriums ernannt.

## Gouverneur von South Dakota
Arthur Mellettes Aufgabe als letzter Territorialgouverneur war unter anderem die Vorbereitung des Beitritts der beiden zukünftigen Staaten in die USA. Im Oktober 1889 fanden in South Dakota die ersten Gouverneurswahlen statt und Mellette wurde als Kandidat der Republikanischen Partei zum ersten Gouverneur des neuen Staates gewählt. Er trat sein Amt am 2. November 1889 an und behielt es nach einer Wiederwahl im Jahr 1890 bis zum 3. Januar 1893. Seine erste Aufgabe als Gouverneur war es, eine funktionierende Verwaltung aufzubauen. Im Jahr 1890 wurde Pierre zur Hauptstadt bestimmt. Dann musste er sich mit den Problemen einer großen Trockenheit auseinandersetzen, die den Farmern Anfang der 1890er Jahre schwer zu schaffen machte. Ein anderes Problem stellte das geringe Steueraufkommen dar, was zu ständigen finanziellen Engpässen des Haushalts führte. Probleme gab es auch mit den in Reservaten lebenden Indianern. Die Reservate wurden ständig verkleinert und die Lebensbedingungen waren schlecht. Das war zwar in erster Linie ein Problem, mit dem sich die Bundespolitik auseinandersetzen musste; die dadurch entstandenen Unruhen betrafen aber auch South Dakota und damit dessen Gouverneur. Trauriger Höhepunkt dieser Ereignisse war im Jahr 1890 das Massaker von Wounded Knee im südwestlichen South Dakota.

## Weiterer Lebenslauf
Nach Ablauf seiner zweiten Amtszeit wurde Mellette als Anwalt tätig. Nachdem sich herausgestellt hatte, dass sein Finanzminister W. W. Taylor Staatsgelder veruntreut hatte, verlor Mellette einen großen Teil seines Landbesitzes an South Dakota, das das Land als Kompensation für Taylors Betrügereien an sich nahm. Später zog der Ex-Gouverneur nach Pittsburg in Kansas, wo er 1896 verstarb. Er war mit Margaret Wylie verheiratet, mit der er vier Kinder hatte.